# Filip Rogić
Filip Rogić, né le 14 juin 1993 à Eskilstuna en Suède, est un footballeur suédois qui évolue au poste de milieu central au Nordic United.

## Biographie

### Débuts professionnels
Né à Eskilstuna en Suède, Filip Rogić commence sa carrière avec l'un des clubs de sa ville natale, le Eskilstuna City FK (en).
Le 4 janvier 2013 Filip Rogić rejoint l'Östersunds FK. Il découvre alors la deuxième division suédoise, jouant son premier match sous ses nouvelles couleurs dans cette compétition le 15 avril 2013 contre l'IK Brage. Il entre en jeu et les deux équipes se neutralisent (0-0).
Il est prêté pour la saison 2014 à l'AFC Eskilstuna. Il s'engage définitivement avec le club en février 2015.
Le 20 décembre 2016 est annoncé le transfert de Filip Rogić à l'Örebro SK. Le joueur rejoint officiellement le club en janvier 2017.
Le 2 septembre 2019 il rejoint la Russie en s'engageant avec le FK Orenbourg.

### AIK Solna
Le 19 août 2019, Filip Rogić s'engage avec l'AIK Solna, pour un contrat courant jusqu'en décembre 2022.

### IK Sirius
Le 17 février 2022, Filip Rogić rejoint l'IK Sirius. Il joue son premier match pour l'IK Sirius le 20 février 2022, contre l'IF Sylvia, lors d'une rencontre de coupe de Suède. Il est titularisé et son équipe s'impose sur le score de trois buts à zéro.

### HJK Helsinki et FK IMT Belgrade
Le 24 juillet 2023, Filip Rogić rejoint la Finlande afin de s'engager en faveur du HJK Helsinki.
Le 4 mars 2024, Filip Rogić rejoint la Serbie en signant en faveur du FK IMT Belgrade.

### Nordic United FC
Filip Rogić quitte finalement la Serbie deux semaines après son arrivée pour des raisons personnelles, et retrouve un club dans son pays natal en signant avec le Nordic United FC,.